# Hidradenitis palmar causada per PlayStation
La hidradenitis palmar causada per PlayStation (de l'anglès PlayStation palmar hidradenitis) és un trastorn cutani que consisteix en l'aparició de lesions doloroses als palmells i dits de les mans, derivades de la utilització dels comandaments de consoles recreatives com la PlayStation. Aquest trastorn fou descrit a la revista científica British Journal of Dermatology a 2009 per un equip de científics dirigits per Vincent Piguet de l'Escola de Medicina de Ginebra, després d'haver investigat una sèrie de casos.